# 七ツ石山
七ツ石山（ななついしやま）は、東京都と山梨県の境界にある標高1,757.30mの山。

## 登山
- 鴨沢バス停より登り3時間45分、下り2時間35分[1]
- 峰谷バス停より登り4時間、下り2時間50分[1]
- 雲取山まで登り1時間35分、下り55分[1]

2016年（平成28年）には山の日の制定を記念して山頂に標石が設置された。山頂付近には、七ツ石小屋、七ツ石神社、水場がある。

## 七ツ石小屋
登り尾根上に位置する、丹波山村営の山小屋。素泊まりの小屋泊のほか、テント泊も可能。公衆トイレ(バイオトイレ)もある。当小屋から七ツ石山頂までは30分である。

## 関連画像

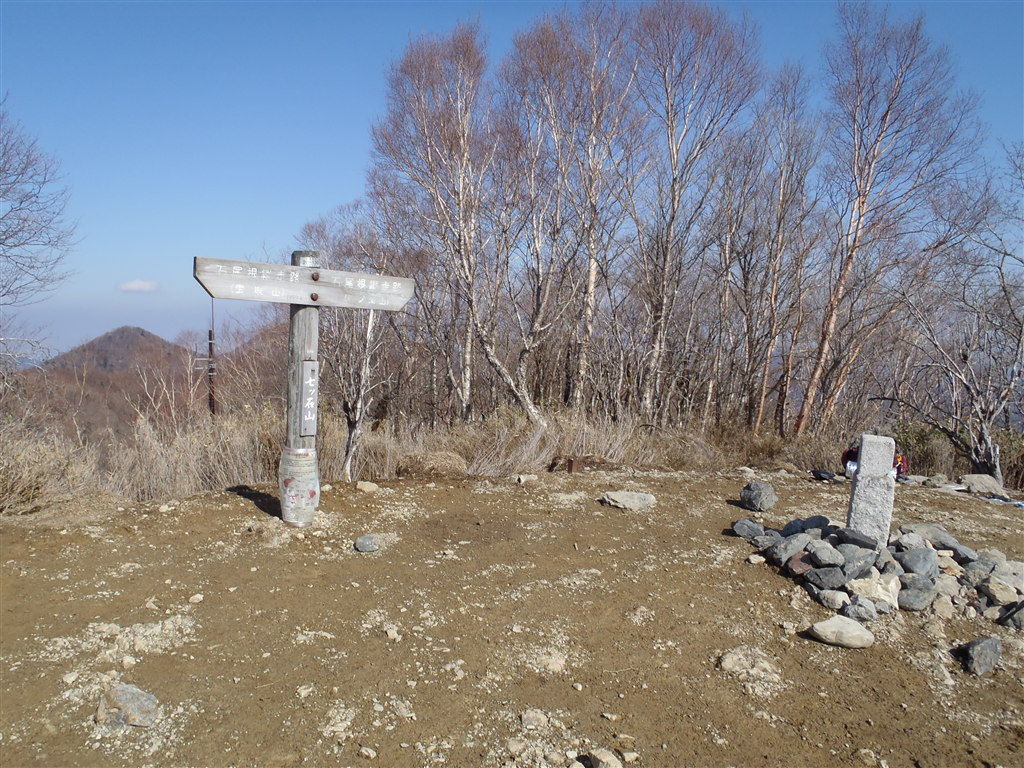
山頂
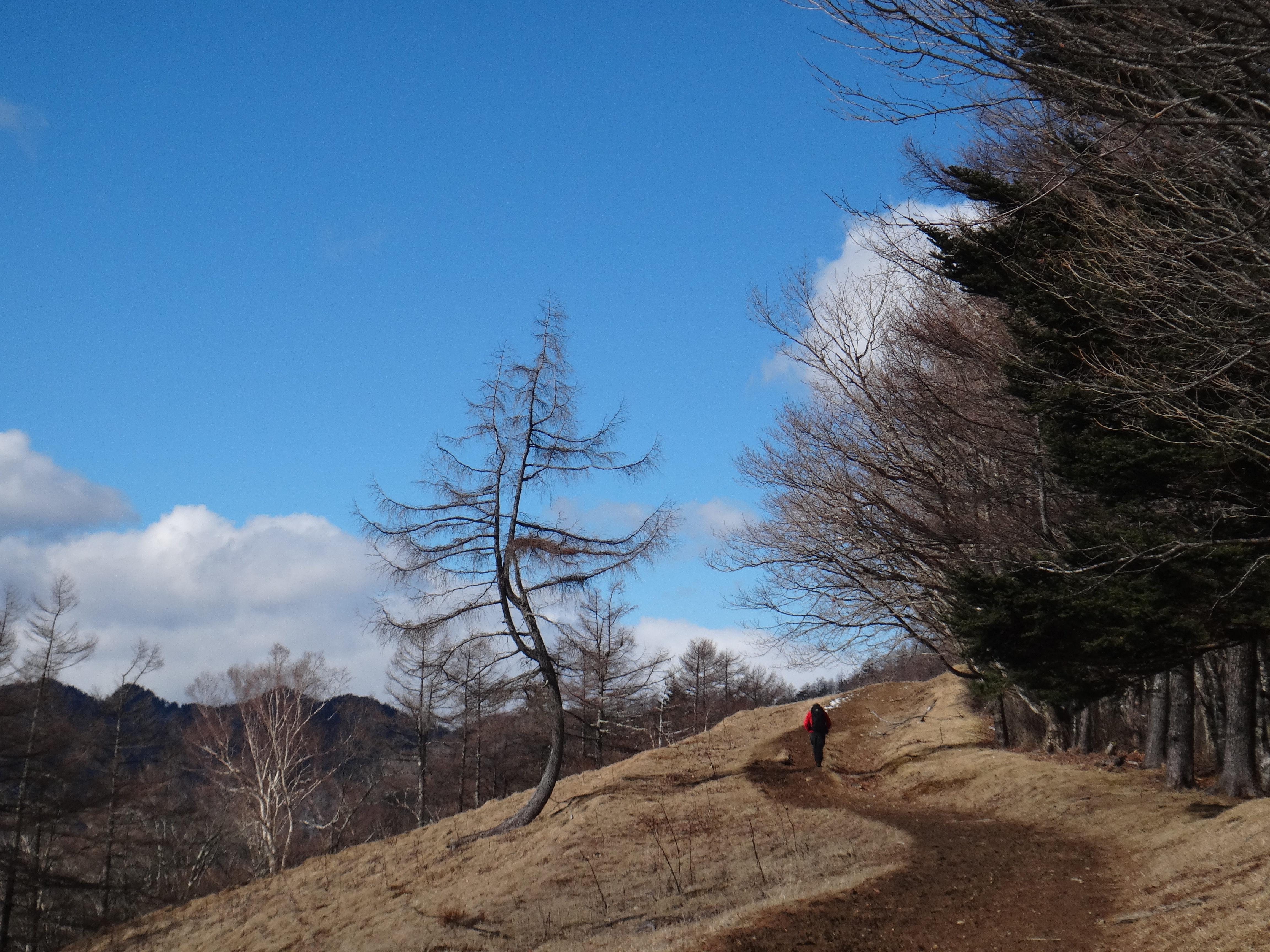
石尾根のカラマツ　通称「ダンシングツリー」
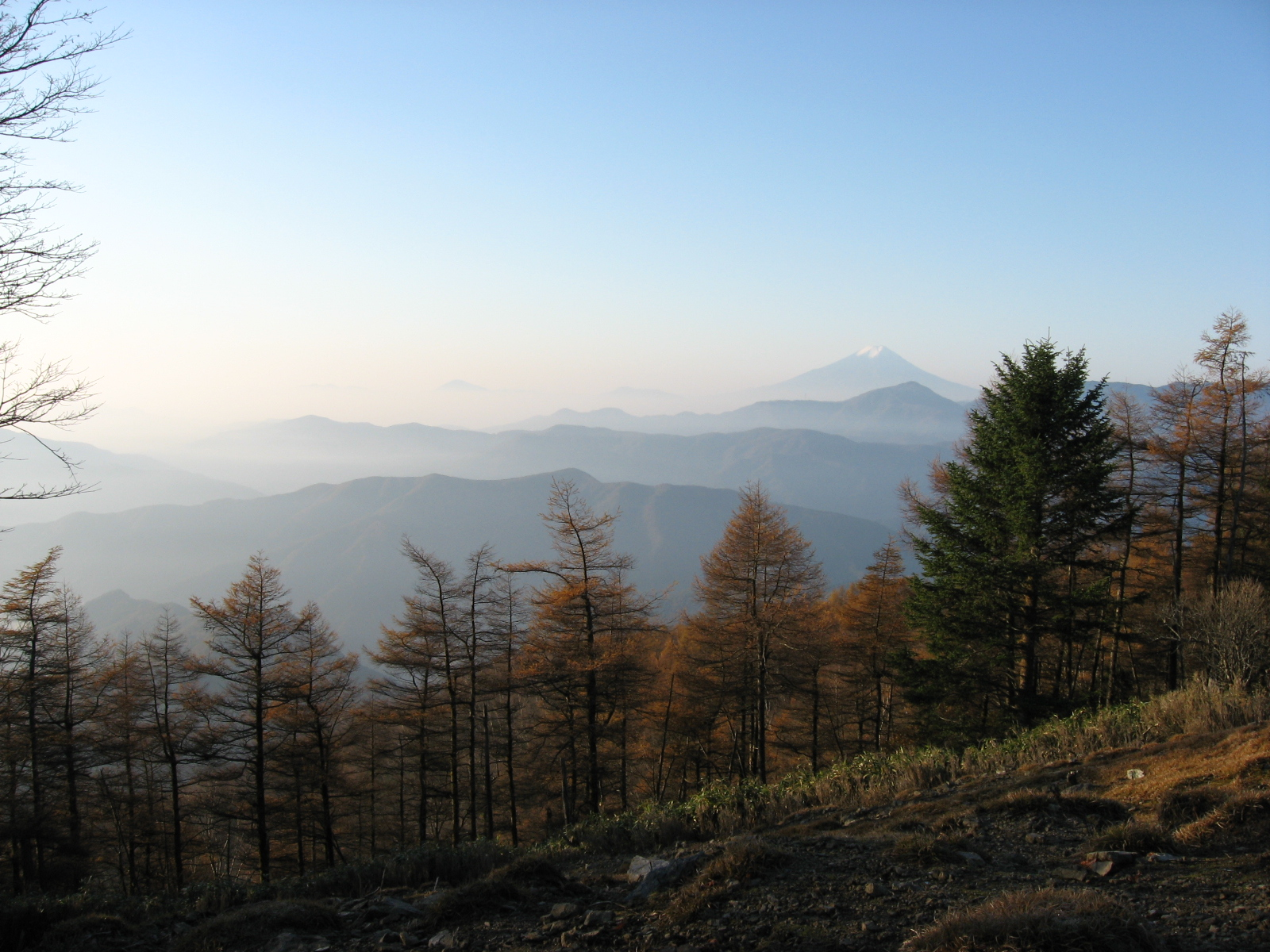
七ツ石山から南南西の眺め 右奥に富士山
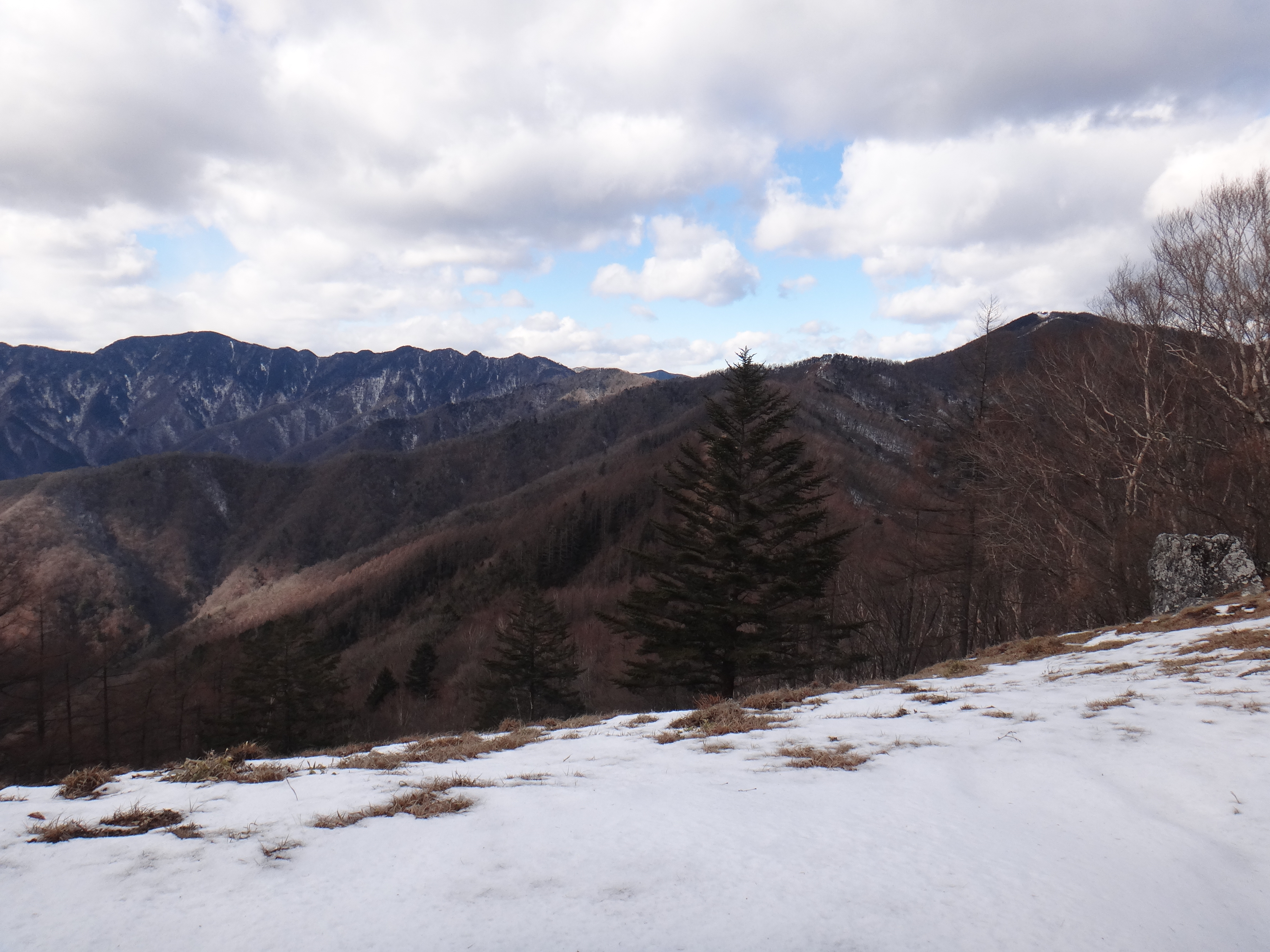
山頂からの飛龍山と雲取山

## 参照
1. 1 2 3  山と高原地図 23.奥多摩 2013 昭文社
2. ↑  環境局都民の声窓口に寄せられた都民の声（令和5年12月分） 東京都 2024年10月4日閲覧